# 散乱
散乱（さんらん、英: scattering）とは、光などの波や粒子が物体と衝突あるいは相互作用して方向を変えられること。

## 分類

### 回数による分類
- 1回散乱
- 多重散乱

### エネルギー保存による分類
- 弾性散乱（散乱前後で運動エネルギー、内部エネルギーが不変）
- 非弾性散乱（散乱前後でエネルギーが変化）

### 方向による分類
- 前方散乱
- 後方散乱
- 小角散乱

### 入射粒子による分類
- 電子散乱
- ラザフォード散乱
  - モット散乱
- 光散乱
  - レイリー散乱
  - ミー散乱
  - トムソン散乱
  - コンプトン散乱
  - ブリュアン散乱
  - ラマン散乱
- 中性子散乱